# 太郎冠者
太郎冠者（たろうかじゃ）は狂言に登場する役柄のひとつ。
狂言においては主に仕える召使いの筆頭として登場するが、演目によってその性格は大きく異なる。冠者は「成人した男子」を指す語で、『礼記』の冠義にある「已冠而字之，成人之道也」を語源とする。元々は武士などに仕える従者・使用人の筆頭格の者を指す通称であった。
太郎冠者に続く者として次郎冠者（じろうかじゃ）三郎冠者（さぶろうかじゃ）が登場する演目もある。